# Parc de Recerca i Innovació de la Universitat de Girona

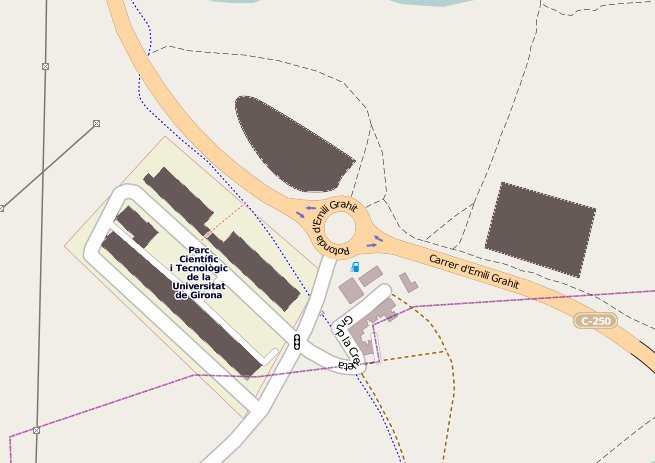
Mapa del Parc Científic i Tecnològic

El Parc de Recerca i Innovació de la UdG (fins al setembre de 2023 Parc Científic i Tecnològic de la UdG, de vegades referit simplement com El Parc, abreujat PCiT o ParcUdG) està situat al vessant est del puig de Montilivi, a la zona est de la ciutat, prop de l'entitat de població de La Creueta, al límit amb el municipi de Quart. El Parc es va començar a idear a finals dels anys 90 amb l'objectiu d'implicar més la universitat amb l'entorn de la ciutat, es començà a construir l'any 2004 i s'inaugurà el 13 de setembre de 2007. Té una extensió total de 75.000 m², dels quals 36.000 estan construïts; actualment hi ha 6 edificis.
L'objectiu del parc és acollir i donar suport a empreses innovadores, spin-offs i estructures (sovint estructures mixtes universitat-empresa) relacionades amb l'R+D.
La Fundació "Parc Científic i Tecnològic de la Universitat de Girona, Fundació Privada", nascuda el 2001 i formada per 20 patrons —entre ells la Universitat, l'Ajuntament, la Federació d'Organitzacions Empresarials de Girona, la Diputació de GIrona i la Cambra de Comerç de Girona—, és qui gestionava i planificava el Parc fins al setembre de 2023. A partir d'aquell moment ho van passar a fer la Fundació Parc de Recerca i Innovació de la UdG i la pròpia Universitat de Girona. Aquesta darrera fundació té com a patrons la UdG, l'associació Patronat de l'Escola Politècnica Superior de la UdG, i la Cambra de Comerç de Girona. A partir d'aquell moment, el ParcUdG va passar a anomenar-se Parc de Recerca i Innovació de la Unviersitat de Girona.

## Història
El Parc Científic i Tecnològic es va conceptualitzar a finals dels anys 90. La primera idea va sorgir entre els anys 1998 i 1999. Els aleshores rector Josep Maria Nadal i Farreras i el president del Consell Social Jaume Casademont buscaven una major implicació de la universitat amb el seu entorn. Aquests desitjos i inquietuds varen concretar una primera proposta redactada a finals de 1998; la Memòria del Consell Social de la Universitat de l'any 1999 recull el discurs del president Casademont, en el qual es refereix al Parc com una idea llargament gestada.
La idea inicial era ubicar el Parc a Montilivi. La UdG va aconseguir uns terrenys en la mateixa rotonda front del campus. Posteriorment, amb la implicació de l'Ajuntament, es va decidir iniciar el projecte en els terrenys de la Creueta.

### Fites
Algunes fites del desenvolupament del Parc són les següents:
- Primers documents: 1999
- Creació de la Fundació del Parc: 28 de desembre de 2001
- Aprovació del Pla Especial de la Creueta: DOGC de 5 de febrer de 2003
- Urbanització de la zona: 2003
- Inici de l'edifici Jaume Casademont: 2004
- Posta en funcionament del Centre de Robòtica Submarina: 2004
- Inici del Centre de Noves Tecnologies Alimentàries: 2005
- Inici del Centre d'Empreses: 2006
- Inici de l'edifici de Narcís Monturiol: 2006
- Inici de l'Institut Català de Recerca de l'Aigua: 2007
- Primers ocupants de l'edifici Jaume Casademont: Maig de 2007
- Inauguració del Parc Científic i Tecnològic: 13 de setembre de 2007
- Inauguració del Centre d'Empreses: 26 de setembre de 2008
- Inauguració de l'Institut Català de Recerca de l'Aigua: 7 d'octubre de 2009
- L'edifici Narcís Monturiol no ha estat mai inaugurat oficialment, malgrat que està ocupat des de fa anys.

### Liquidació
El centre tenia un deute acumulat de 42 milions d'euros a principis del 2017, pel que l'Estat Espanyol, un dels impulsors del projecte, va impulsar la liquidació de la institució.
El setembre de 2023 els actius del Parc Científic i Tecnològic de la UdG van ser cedits parcialment a la Fundació Parc de Recerca i Innovació de la UdG, i els altres van revertir a la pròpia Universitat de Girona.

## Edificis
Els edificis que conformen el parc són els següents:
- Edifici Jaume Casademont
- Edifici Giroemprèn
- Edifici Monturiol
- Edifici H₂O (Institut Català de Recerca de l'Aigua)
- Centre d'Investigació en Robòtica Submarina
- El que havia de ser edifici del CENTA (Centre Nacional de Tecnologies Agroalimentàries), actualment destinat a acollir les instal·lacions d'una empresa privada.